# تکیه‌کوی
تکیه‌کوی (به ترکی استانبولی: Tekkeköy) یک منطقهٔ مسکونی در ترکیه است که در استان سامسون واقع شده‌است.